# 春日橋
春日橋（かすがばし）は、新町川中流部に架かる平面の橋である。徳島県徳島市藍場町1丁目（北岸）と徳島市西船場町2丁目（南岸）を結ぶ。

## 概要
藍場浜公園・徳島県営藍場町地下駐車場と隣接しており、はな・はる・フェスタや阿波おどり・阿波の狸まつり期間中は非常に交通量が多くなる。
橋の上からは眉山と麓にある春日神社が望める。

## 隣の橋梁
（上流） - 仁心橋 - 春日橋 - 新町橋 - （下流）